# Myrosław Słaboszpycki
Myrosław Michajłowicz Słaboszpycki, ukr. Мирослав Михайлович Слабошпицький (ur. 17 października 1974 w Kijowie) – ukraiński reżyser i scenarzysta filmowy.

## Życiorys
Ukończył reżyserię w kijowskiej szkole filmowej. Po studiach tworzył kryminalne reportaże dla telewizji. Na jakiś czas przeniósł się do Petersburga, gdzie pracował przy produkcji telenowel. Od 2006 roku kręcił filmy krótkometrażowe. W 2010 roku wrócił na stałe z Rosji na Ukrainę.
Jego pełnometrażowy debiut fabularny, Plemię (2014), miał swoją światową premierę w sekcji "Międzynarodowy Tydzień Krytyki" na 67. MFF w Cannes, w ramach której zdobył nagrodę główną. Wśród licznych późniejszych wyróżnień dla filmu znalazła się m.in. Europejska Nagroda Filmowa dla odkrycia roku. Akcja naturalistycznego debiutu Słaboszpyckiego rozgrywała się w szkole dla głuchoniemych, a dialogi prowadzone były niemal wyłącznie w ukraińskim języku migowym. Brutalność, z jaką spotykają się młodzi bohaterowie filmu, krytycy odczytywali jako alegorię naznaczonej przemocą sytuacji politycznej na Ukrainie.
Słaboszpycki przygotowuje obecnie jedną z nowel do filmu Wojna oczami zwierząt. Główną rolę ma w jego epizodzie zagrać Sean Penn.